# Burroughs
Burroughs Corporation — крупный производитель офисного оборудования в США, основанный в 1886 году Уильямом Берроузом. История компании тесно связана с развитием вычислительной техники. Изначально производила механические суммирующие и вычислительные машины, затем — бухгалтерские машины, после чего освоила производство ЭВМ. Одно время компания была крупнейшим мировым производителем мейнфреймов. Также производила пишущие машинки и компьютерную периферию, например, принтеры. Помимо электроники коммерческого назначения, компания являлась важным подрядчиком военно-промышленного комплекса США, в 1960-е годы входя в пятьдесят его крупнейших подрядчиков, занимаясь разработкой и изготовлением электронных приборов для систем наведения межконтинентальных баллистических ракет, баллистических ракет средней дальности и противоракет, в частности наземного оборудования для американских ПР «Найк-Икс» и бортовой электроники таких МБР как «Атлас», «Титан», «Тор».

## История
Компания основана в 1886 году в Сент-Луисе под названием American Arithmometer Company Уильямом Сьюардом Барроузом, через год после создания им механической суммирующей машины.
В 1904 году, спустя 6 лет после смерти основателя, компания переехала в Детройт.
С 1905 году переименована в Burroughs Adding Machine, вскоре став крупнейшим производителем суммирующих машин в стране.
С 1953 году получила название Burroughs Corporation. Тогда же компания выпустила свой первый компьютер — UDEC, а затем и UDEC II.
В 1956 году, после покупки компании ElectroData, производителя линейки ЭВМ Datatron (исходно создана для обслуживания стационарных ракетных комплексов), в корпорации создана машина Burroughs 205 (Datatron 205).
Транзисторная машина B-5000, одна из самых революционных на тот момент, была представлена в 1961—1962 году, она поддерживала вычисления как в десятичных, так и в двоичных кодах, программировалась на Алголе и работала на частоте в 1 МГц. Компьютер стал первым в линейке больших машин (B5500, B6500, B6700, B8500), позже выделенных в отдельное направление (Burroughs large systems).
В рубеже 1960-х и 1970-х годов корпорация была одним из пяти ключевых конкурентов IBM на рынке мейнфреймов, объединяемых акронимом BUNCH (Burroughs, UNIVAC, NCR, CDC, Honeywell), притом по объёмам продаж Burroughs превосходила всех конкурентов, за исключением IBM (в то время как IBM с долей более чем 65 % рынка превосходила всех своих конкурентов суммарно).
В 1980 году приобретена System Development Corporation (SDC).
В 1986 в результате слияния со Sperry была преобразована в компанию Unisys.
Участвовала в создании оборудования для SWIFT.

## Продукция
Продукция гражданского назначения
Корпорация выпускала три линейки компьютеров, спроектированных с учетом потребностей программирования на таких высокоуровневых языках, как Алгол, Кобол и Фортран. Все три линейки относились к мейнфреймам:
- Burroughs large systems[англ.] — стековые машины 1960-х — 1980-х, использующие Алгол: B5000, B5500, B6500, B6700, B7700, A series;
- Burroughs medium systems[англ.] — машины для бизнеса, рассчитаны на исполнение Кобол-программ и работу с десятичными числами: B2500 и далее до B49xx, затем Unisys V-Series модели V340 — V560;
- Burroughs small systems[англ.] — серия малых ЭВМ.

Также производились машины общего назначения B700. В 1982 году выпущены компьютеры линеек B20 и B25 на Intel 8086 и 8088 под управлением операционной системы BTOS.
Продукция и услуги военного назначения
Корпорация участвовала в следующих программах разработки вооружения и военной техники:
- Программа разработки баллистических ракет ВВС США (U.S. Air Force Ballistic Missiles program), электронно-вычислительные устройства систем наведения межконтинентальных баллистических ракет[8] и баллистических ракет средней дальности[9].

Корпорация занималась оборудованием, поставкой комплектующих, техническим обслуживанием и работами по модернизации следующих военных объектов:
- Объединённое североамериканское командование противовоздушной обороны, Колорадо-Спрингс, Колорадо;[10] Центр боевого управления ПВО «Шайенн-Маунтин» (АСУ 425-L);[11] Система контроля воздушного пространства континентальных штатов и наведения средств перехвата (АСУ 416-L);[12]
- Командование противовоздушной обороны ВВС США[англ.], Полуавтоматическая система управления силами и средствами ПВО ВВС США[13] (включая подготовку операторов электронного оборудования[14]), командный пункт системы управления средствами контроля воздушного пространства,[15] подсистема радиолокационного контроля воздушного пространства,[16] подсистема инфракрасных и радиолокационных станций раннего обнаружения средств воздушного нападения противника,[17] подсистема управления радиолокационными станциями наведения средств перехвата,[18] резервная подсистема управления средствами перехвата[англ.],[19] Авиабаза им. Лоуренса Дж. Хэнскома ВВС США[англ.], Бедфорд, Массачусетс и периферийные объекты системы, расположенные в других континентальных штатах[20] (включая работы по регламентному обслуживанию[21] и модернизации[22] системы и подсистем);
- Управление электронных систем ВВС США[англ.], офис контроля программы работ 425L, экспериментальный комплекс зданий и сооружений системы противовоздушной обороны, Колорадо-Спрингс, Колорадо;[23]
- Командование электронного обеспечения Армии США, система автоматической обработки данных, Форт-Монмут, Нью-Джерси;[24]
- Пункты боевого управления средствами системы противовоздушной обороны ВВС США, станции наведения зенитных управляемых ракет, электронно-вычислительные, телеметрические, считывающие устройства бортовых и наземных систем наведения ракет;[25]
- Пункты опытной эксплуатации системы противоракетной обороны Армии США, станции наведения предсерийных образцов противоракет, индикаторы, дисплеи и средства отображения воздушной обстановки;[26]

а также около 160 американских военных объектов ВВС США за рубежом, оборудованных в рамках второго этапа программы стандартизации средств автоматизации обработки данных учреждений военно-воздушных сил (Base Level Data Automation Standardization Program) силами пятнадцати крупных подрядчиков ВПК США, одной из которых являлась Burroughs.
Общее количество инженерно-технических работников на предприятиях и лабораториях военного сектора корпорации выросло с трёхсот человек в 1954 году до двух тысяч человек в 1957 году, из которых свыше тысячи специалистов было занято на командировочной основе (с выездом на обслуживаемые объекты) в отделе полевых служб войск, который занимался проектированием электронной и электротехнической инфраструктуры различных военных объектов, подготовкой технических наставлений и инструкций для операторов военной электроники, монтажом оборудования и проведением пусконаладочных работ, подготовкой операторов указанной техники из числа военнослужащих офицерского и унтер-офицерского состава, около двухсот ИТР было занято в отделе баллистических ракет в Паоли, занимавшемся разработкой и испытаниями бортового электронно-вычислительного оборудования для ракет и наземного оборудования для ракетных комплексов.
Один из членов совета директоров корпорации входил в совещательный комитет при Ассоциации предприятий оборонных отраслей промышленности США (National Security Industries Association, Maintenance Advisory Committee, NSIA).
В феврале 1962 года корпорация в числе 21 крупных подрядчиков военной промышленности включилась в программу предоставления рабочих мест, осуществлявшуюся по инициативе Президента США Джона Кеннеди. В мае 1965 года руководство корпорации в числе 72 компаний военной промышленности получило благодарственную грамоту от Президента США Линдона Джонсона за участие в программе по снижению закупочных цен для государственных структур-заказчиков продукции военного назначения.

## Подразделения и филиалы
В структуре корпорации существовали следующие подразделения:
Гражданские
Военные
В секторе производства военной продукции и предоставления сопутствующих услуг, а также проведения научно-исследовательских и опытно-конструкторских работ военной тематики были задействованы:
- Организация по выполнению государственного оборонного заказа (Defense Contract Organization), Детройт, Мичиган;

- Отдел полевых служб войск (Military Field Services Division), Филадельфия, Пенсильвания, специалисты направлялись в командировочном порядке на конкретные военные объекты;
- Детройтский электротехнический завод, Детройт, Мичиган;
- Плимутский электротехнический завод, Плимут, Мичиган;

- Паолийский исследовательский центр[англ.], Паоли, Пенсильвания;

- Отдел баллистических ракет (Ballistic Missile Division);

- Отдел электронных вычислительных машин (ElectroData Division) Пасадена, Калифорния;
- Отдел электронных инструментов (Electronic Instruments Division), Филадельфия, Пенсильвания;
- Отдел электронно-ламповых изделий (Electronic Tube Division), Плейнфилд, Нью-Джерси;

На правах отдельных филиалов функционировали:
- Control Instrument Company, Бруклин, Нью-Йорк;
- The Todd Company, Inc., Рочестер, Нью-Йорк;

Региональные офисы обслуживания вооружённых сил (Defense District Offices) располагались в городах:
- Паоли, Пенсильвания;
- Раднор, Пенсильвания;
- Дейтон, Огайо;
- Энсино, Калифорния;
- Вашингтон, округ Колумбия[8].